# Any Day Now (песня)
«Any Day Now» — (русск. Теперь в любой день) — популярная песня, написанная Бёртом Бакараком и Бобом Хиллиардом в 1962 году. В разные годы на эту песню было сделано множество кавер-версий. Наиболее известные версии сделали такие музыканты, как Чак Джексон (1962), Элвис Пресли (1969) и Ронни Милсап (1982 год).

## ВерсияЧака Джексона
R&B-исполнитель Чак Джексон, родившийся в Южной Каролине в 1937 году, впервые сделал запись песни в 1962 году. Версия Джексона под названием «Any Day Now (My Wild Beautiful Bird)» (русск. «Теперь в любой день (Моя прекрасная дикая птица)») достигла двадцать третьей позиции в хит-параде  — «Billboard Hot 100» в 1962 году и провела шесть недель в «Топ 40». Версия Джексона вошла в альбом музыканта с одноимённым названием. Впоследствии песня стала его самым удачным хитом, достигшим столь высоких показателей в хит-парадах популярной музыки.

## ВерсияЭлвиса Пресли
Элвис Пресли записал кавер-версию песни Any Day Now 21 февраля 1969 года в студии «American Sound studios», расположенной в Мемфисе, штат Теннесси. Песня вошла в альбом From Elvis in Memphis, который был выпущен в том же году. Несмотря на то что по желанию музыканта песня не была выпущена синглом, она была записана на «Б»-стороне популярного хита In the Ghetto. Песня In the Ghetto также вошла в трек-лист альбома From Elvis in Memphis.

## ВерсияРонни Милсапа
Популярный исполнитель кантри и поп-музыки Ронни Милсап сделал запись песни, вскоре ставшей в его исполнении широко популярной. Песня была выпущена его первым синглом и вошла в альбом музыканта Inside. Версия Милсапа достигла четырнадцатого места в хит-параде Billboard Hot 100, проведя девять недель в «Топ 40». Кроме того, эта версия достигла первого места в другом хит-параде журнала «Billboard» — Hot Country Singles, где провела одну неделю, и в хит-параде Hot Adult Contemporary Singles, где провела пять недель. Был также снят видеоклип на песню, транслируемый телекомпанией «CMT».

### Чарты
| Чарт (1982)                                 | Место |
| ------------------------------------------- | ----- |
| США Billboard Hot Country Singles           | 1     |
| США Billboard Hot 100                       | 14    |
| США Billboard Hot Adult Contemporary Tracks | 1     |
| Canadian RPM Country Tracks                 | 1     |

## Текст и перевод песни
| Английский | Русский перевод |
| --- | --- |
| Any day now I will hear you say «Goodbye, my love» And you’ll be on your way Then my wild beautiful bird, you will have flown, oh Any day now I’ll be all alone, whoa-oa-oa-oa-oa Any day now, when your restless eyes meet someone new Oh, to my sad surprise Then the blue shadows will fall all over town, oh Any day now love will let me down, whoa-oa-oa-oa-oa Oh my wild beautiful bird, you will have flown, oh Any day now I’ll be all alone I know I shouldn’t want to keep you If you don’t want to stay-ay Until you go forever I’ll be holding on for dear life Holding you this way Begging you to stay Any day now when the clock strikes «Go» You’ll call it off And then my tears will flow Then the blue shadows will fall all over town, oh Any day now love will let me down cuz you won’t be around Don’t fly away, my beautiful bird Don’t, don’t fly away | Теперь в любой день я буду слышать, как ты говоришь «Прощай, моя любовь» И отныне ты будешь на своём пути И, когда ты, моя прекрасная дикая птица улетишь прочь Теперь в любой день я буду совершенно одинок Теперь в любой день, когда твои беспокойные глаза встречают кого-то нового О, к моему печальному удивлению Одинокие тени заполонят весь город, И теперь в любой день моя любовь будет подводить меня О, моя прекрасная, птица, ты улетаешь, И теперь в любой день я буду совершенно одинок Я знаю, что не должен удерживать тебя Если ты не хочешь остаться И пока ты не ушла навсегда Я буду держаться изо всех сил, Оберегая тебя весь твой путь, Начиная просить тебя остаться Теперь в любой день, когда настанет час «Уйти» Ты отзовёшь это И, когда у меня начнутся слёзы Тогда одинокие тени упадут на весь город И теперь в любой день любовь будет подводить меня, потому что тебя не окажется рядом Не улетай, моя прекрасная птица Нет, не улетай! |

## Другие версии
- Песня стала музыкальной темой к американской телевизионной драме с одноимённым названием, транслируемой телекомпанией «Lifetime Television» с участием Энни Поттес и Лоррен Туссен в главной роли. Песня была исполнена Лори Перри.
- Кантри-певец Дон Гибсон записал кавер-версию песни Any Day Now, которая вошла в «Топ 40» и в хит-парад кантри-музыки, публикуемый журналом «Billboard» 1979 года.
- Певец Пёрси Следж записал кавер-версию песни Any Day Now в 1969 году. Версия музыканта достигла позиции #35 в хит-параде Hot R&B/Hip-Hop Songs музыкального журнала «Billboard».
- В 1973 году Скотт Уолкер сделал запись песни для своего альбома с одноимённым названием. Песня стала вводной композицией в трек-листе альбома.